# Sebastian Schenk
Sebastian Schenk (* 4. April 1929 in Hirblingen; † 24. Dezember 1998) war ein Politiker der CSU. Er war von 1978 bis 1998 Präsident des Bezirkstags von Niederbayern.

## Leben
Der in Mainburg ansässige Sebastian Schenk war bereits seit 1962 Mitglied des Bezirkstags von Niederbayern. Bei der Landratswahl 1972 in dem im Rahmen der bayerischen Landkreisreform vergrößerten Landkreis Kelheim unterlag er Rudolf Faltermeier (SPD). 1978 wurde er zum Bezirkstagspräsidenten gewählt und bekleidete dieses Amt bis kurz vor seinem Tod 1998. Als solcher war Schenk wesentlich beteiligt am Aufbau des Niederbayerischen Bäderdreiecks, der Universität Passau, des Freilichtmuseums Massing und am Ausbau und der Modernisierung des Bezirkskrankenhauses Mainkofen.

## Auszeichnungen
- Bayerischer Verdienstorden
- Ehrenbürger des Marktes Bad Birnbach
- Ehrenbürger der Gemeinde Bad Füssing
- Ehrenbürger der Universität Passau